# 阿知須バイパス

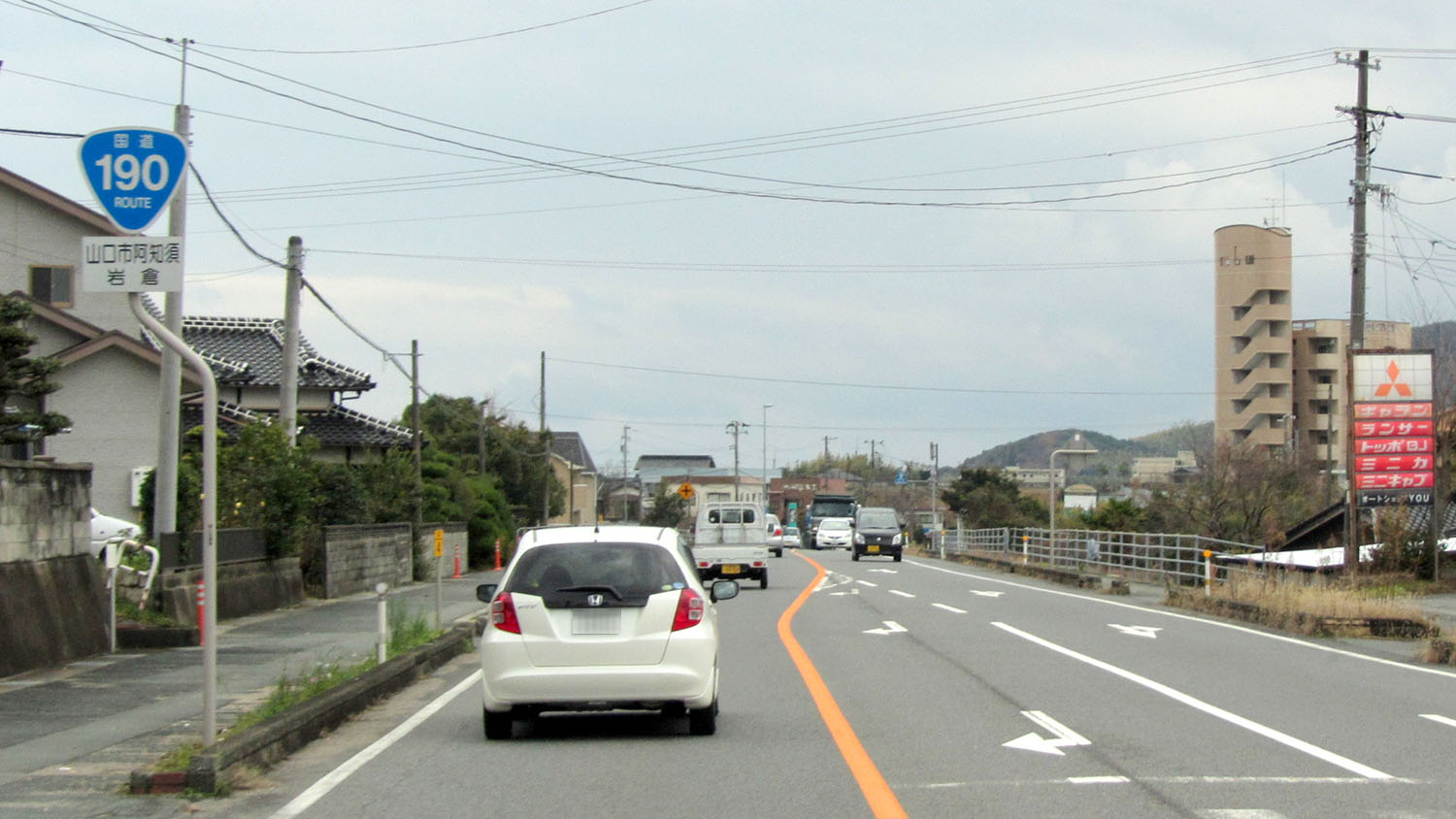
阿知須バイパス
山口県山口市阿知須

阿知須バイパス（あじすバイパス）は山口県山口市阿知須から同県宇部市東岐波に至る道路（一般国道190号バイパス）である。

## 概要
かつて、国道190号は旧・阿知須町（現・山口市）の中心集落である阿知須（あじす）地区を通過していた。この区間は、宇部市とその東部方面を結ぶ幹線道路として交通量が増大していた上に、歩道のない2車線道路であったことや、踏切を2度交差することから頻繁に交通渋滞が発生し、交通安全上の問題も生じていた。阿知須駅を中心とした沿線地域では市街化が進展しており、現道の拡幅は用地補償費等の増大が想定されたことから、JR宇部線の西側に阿知須地区の市街地を迂回する形でバイパス道路が建設された。
1976年（昭和51年）12月に全線開通し、現在では旧道の通過交通のほとんどがバイパス側に移行している。開通後、バイパス沿線にはサンパークあじすやハイパーモールメルクス宇部といったショッピングセンターをはじめ、ロードサイド店舗が多く立地していった一方で、生活道路となった旧道沿線の市街地には開通前と大きな変化は見られず、旧来の市街地がほぼ更新されることなく残存している。

### 路線データ
- 起点 : 山口県山口市阿知須岩倉（岩倉吉田交差点＝国道190号現道と接続）
- 終点 : 山口県宇部市東岐波（前田交差点＝国道190号現道と接続）
- 路線延長 : 4.2 km
- 幅員 : 16 m
- 車線数 : 2車線（阿知須中学校前交差点付近は4車線規格）

## 歴史
- 1971年（昭和46年） - 事業化[1]。
- 1973年（昭和48年） - 事業用地取得に着手[1]。
- 1976年（昭和51年） - 全線開通[1]。
- 1996年（平成8年）3月20日 - 沿線にサンパークあじすが開業[1]。

## 路線状況
全線にわたって2車線であるが、阿知須中学校前交差点付近等は4車線規格で建設されている。2014年現在、バイパス区間の拡幅計画は無いが、事実上山口宇部道路が当バイパスのさらに外側を迂回するバイパスとしての機能を果たしている。

### 通称
この路線は、一般的な道路地図においてバイパス名が記載されていることは少ない。地元住民は「阿知須バイパス」あるいは、単に「バイパス」と呼ぶ場合もある。

## 地理

### 通過する自治体
- 山口県
  - 山口市 - 宇部市

### 自然
- 沢波川

### 交差する道路
- 上側が起点側、下側が終点側。左側が上り側、右側が下り側。
- 交差する道路の特記が無いものは市道。

| 交差する道路                                | 交差する道路                               | 交差する場所 | 交差する場所 | 岡屋から (km) |
| ------------------------------------------- | ------------------------------------------ | ------------ | ------------ | ------------- |
| 国道190号 山口・小郡方面                    |                                            |              |              |               |
| －                                          | 山口市道（旧・国道190号）                  | 山口市       | 岩倉         | 4.4           |
| 山口市道（県道213号きらら浜沖の原線に接続） | －                                         | 山口市       |              | 5.1           |
| －                                          | 県道212号山口阿知須宇部線（旧・国道190号） | 宇部市       | 前田         | 7.5           |
| 国道190号 宇部・山陽小野田方面              |                                            |              |              |               |

### 沿線の主な施設
- 山口市立阿知須中学校
- サンパークあじす
  - サンリブ阿知須店
- 阿知須駅
- ハイパーモールメルクス宇部
  - Mr.Max宇部店
  - ベスト電器宇部東店
  - ナフコ阿知須店